# Tricorninidae
De Tricorninidae zijn een familie van uitgestorven kreeftachtigen uit de klasse van de Ostracoda (mosselkreeftjes).

## Geslachten
- Bohemina Snajdr, 1951 †
- Brevicornina Gruendel & Kozur, 1972 †
- Ceritta Jordan, 1970 †
- Nagyella Kozur, 1970 †
- Ranicella Gruendel & Kozur, 1972 †
- Saalfeldella Gruendel, 1961 †
- Tricornina Boucek, 1936 †